# 佐山裕亮
佐山 裕亮（さやま ゆうすけ、1980年6月9日 - ）は、日本の俳優、声優、パーソナリティ、実業家。One's Voice代表、ソレモ（提携）所属。以前はスターダス・21に所属していた。
群馬県出身。血液型はA型。身長178cm、体重62kg。

## 人物
1980年6月9日、群馬県高崎市に生まれる。中学在学時に同級生と共にお笑いトリオを結成。その後、演劇の世界に身を投じ、立教大学在学時にバンタン電脳情報学院や勝田声優学院などで演技の勉強をする。その最中の2002年8月、劇団『当りSO-DASH!!』を旗揚げし、代表として活躍。本公演6本をはじめ、数々の舞台の出演・プロデュースを手掛ける。
2003年4月にはラジオ高崎に入社。ラジオの仕事の傍ら舞台活動も続ける。報道番組から音楽番組やバラエティーまで、幅広く、また数多くの番組を担当する。
2006年3月に　『当りSO-DASH!!』の代表を退任し、スーパーバイザーに。またラジオ高崎も退社して東京に上京。2011年から2013年7月頃までスターダス・21に所属していた。
その後高崎に帰郷し、ナレーション事務所One's Voiceを立ち上げ、代表に就任している。

## 出演作品

### 舞台
- 当りSO-DASH!!
  - 1st Stage『HEN/SIN』（2003年3月）- 悟
  - 2nd Stage『SAMURAI-WOMAN』（2003年8月）- 狼王
  - 3rd Stage『うるせー奴らを蹴っ飛ばせ』（2004年3月）- 飯田橋数人
  - 3.5 Side Stage『IT'S SHOW TIME!』（2004年11月）- 少年
  - 4th Stage『MIKAZUKI 〜天の剣の物語〜』（2005年3月）- 主水
  - 4.5 Side Stage『にゃっつ!』（2005年5月）- ドラゴン
  - 5th Stage『Scramble Radio』（2005年5月）- 飯島孝明）
  - 6th Stage『W・FLASH』（2006年3月）- ビルベゼ
- 第3回オズ・エンターテイメントプロデュース公演『神さま、もうちょい右』（2006年4月）- ラファエル
- 座・キューピー・マジック『ルームメイト』（2006年6月）- ワタル
- 劇団やったるDAY!
  - 第7回公演『ピースケ祭り』（2006年9月）- 橋本卓也
  - 第9回公演『マスター』（2007年9月）- 仙道秀太
  - 第10回公演『いつもここにはそらがある』（2008年6月）- ミオ
- エアースタジオプロデュース公演
  - 『飯田家の最期』（2006年11月）- 井沢元幸
  - 『喀血!!銀玉高校応援団〜純情大爆走篇〜』（2007年1月）- 長篠歩
  - 『時計 〜僕がいる理由〜』（2007年7月）- 浅井芳雄
  - 『浪漫旋風〜新春の菊さん〜』（2008年1月）- 松本
  - 『オサエロ』（2008年7月）- 神田喜久雄
- グラビティR第2回プロデュース公演『神果ての家　〜Oh My God，Yeah!!〜』（2007年3月）- ピーコックパパ
- 劇団シアター・ジャック『Japan Hand 改訂版』（2007年8月）- 吉村
- うお座がプロデュース第1回公演『SANCTUARY -サンクチュアリ-』（2007年11月- ユウ
- 東京モンスター第12回公演『本日の悲劇』（2008年4月）- 天野照夫
- 十六夜工房
  - 〜朔〜群馬公演『ガーデン・ダイバー』（2008年12月）- 関総一郎
  - 〜既朔〜公演『Scramble Radio 85.0』（2010年6月）- マイティ
  - 〜三日月〜公演『C.I.L 〜Cross the Imaginary Line〜』　（2012年4月）- 浅見良太郎
- 劇団空感エンジンプロデュース公演　
  - 『SAKURA』（2009年3月）- 原田左之助
  - 『KIRA　〜赤穂事件推理帳〜』（2009年4月）- 芥川龍之介
  - 『ホーム・ピカレスク』（2009年5月）- 中上憲一
  - 『KEIKI 〜夏目漱石推理帳〜』（2009年10月）- 正岡子規
  - 『喀血！！銀玉高校応援団〜東京受験戦争篇〜』（2009年11月）- 白鳥雅彦
  - 『それゆけ！遠山一家 〜色の都 霧に野良犬〜』（2010年1月）- 大槻一磨
  - 第2回公演『炎 〜ほむら〜』（2010年3月）- あべ・まりあ
  - 『動機 〜熱海マーダーケース〜』（2010年11月）- 二宮さん
- 浅草演舞一心堂公演『TRUE NAME　〜あなたの名前を忘れない〜』（2009年6月）- ニシュリ
- ビッグファイタープロジェクト 第三回プロデュース公演『白地に赤く』（2011年3月）- 岡田登
- ICLABOプロデュース公演 vol.1　『Algernon』（2011年10月）- 服部教授
- エムズカンパニー本公演『INORI 〜祈り〜』（2012年12月）- 昌孝

### 脚本
- 2003年3月　当りSO-DASH!! 1st Stage　『HEN/SIN』
- 2005年9月　当りSO-DASH!! 5th Stage　『Scramble Radio』
- 2008年12月　十六夜工房〜朔〜群馬公演　『ガーデン・ダイバー』

### 演出
- 2005年9月　当りSO-DASH!! 5th Stage　『Scramble Radio』
- 2008年12月　十六夜工房〜朔〜群馬公演　『ガーデン・ダイバー』
- 2010年6月　十六夜工房〜既朔〜公演　『Scramble Radio 85.0』

### 声優
- 群馬テレビ　『超速戦士G-FIVE』　（アカギレッド）

### ラジオ
- ラジオ高崎　『あさラジ』（毎週金曜）
- ラジオ高崎　『TAKASAKI WEEKLY COUNTDOWN』（毎週土曜）

### ラジオCM
- 群馬銀行
- クーポンマガジンMOTECO
- 高崎市歯科医師会
- 高崎野外音楽フェスティバル
- ネッツトヨタ群馬

### スタジアムDJ
- JFL、アルテ高崎 専属スタジアムMC（2006年〜2008年）
- ベースボール・チャレンジ・リーグ、群馬ダイヤモンドペガサス スタジアムMC（2008年）、実況アナウンサー
- Bリーグ、群馬クレインサンダーズ アリーナMC（2012年〜2019年）
- Jリーグ、ザスパクサツ群馬 スタジアムDJ（2016年〜）

### 司会
- 群馬県立高崎北高校吹奏楽部定期演奏会
- 高崎まつり
- アロハフェスティバルINぐんま
- 高崎雷舞フェスティバル
- 高崎マーチングフェスティバル
- TSK環境にやさしい　ゴム動力自動車コンテスト
- 高崎音楽祭
- ドリフトコンテストin本庄サーキット
- からす川音楽集団定期演奏会